# Sant Jordi (kommun)
Sant Jordi är en kommun i Spanien.   Den ligger i provinsen Província de Castelló och regionen Valencia, i den östra delen av landet, 300 km öster om huvudstaden Madrid. Antalet invånare är 1 126. Arean är 37 kvadratkilometer. Sant Jordi gränsar till Càlig, Cervera del Maestre, Traiguera, Vinaròs och Ulldecona. 
Terrängen i Sant Jordi är platt.